# Meina
Meina település Olaszországban, Piemont régióban, Novara megyében. Lakosainak száma 2367 fő (2023. január 1.). Meina Arona, Colazza, Invorio, Lesa, Pisano, Angera, Nebbiuno és Ranco községekkel határos.

## Népesség
A település lakossága az elmúlt években az alábbi módon változott:
| Lakosok száma | 2493 | 2484 | 2367 |
|               | 2017 | 2018 | 2023 |